# Comuna Novooleksandrivka, Velîka Mîhailivka
Novooleksandrivka (în ucraineană Новоолександрівка, în română Novo Alexandrovka) este o comună în raionul Velîka Mîhailivka, regiunea Odesa, Ucraina, formată din satele Novi Butorî și Novooleksandrivka (reședința).

## Demografie
Componența lingvistică a comunei Novooleksandrivka
     Ucraineană (71,95%)
     Română (26,21%)
     Rusă (1,67%)
Conform recensământului din 2001, majoritatea populației comunei Novooleksandrivka era vorbitoare de ucraineană (71,95%), existând în minoritate și vorbitori de română (26,21%) și rusă (1,67%).